# Stenomicra bicolor
Stenomicra bicolor är en tvåvingeart som först beskrevs av Seguy 1938.  Stenomicra bicolor ingår i släktet Stenomicra och familjen savflugor. Inga underarter finns listade i Catalogue of Life.